# Reconnexió magnètica

Reconnexió magnètica: Imatge transversal de quatre dominis magnètics en procés de reconnexió separadora. Dues separatrius divideixen l'espai en quatre dominis amb un separador al centre de la figura. Les línies de camp (i el plasma associat) flueixen cap a endins des de dalt i des de sota del separador, reconnecten, i flueixen cap a enfora horitzontalment. Un corrent com aquest pot estar present però no és necessari en les reconnexions. Aquest és un procés encara poc conegut: un cop començat, segueix més ràpidament que el que mostren el models estàndard.

La reconnexió magnètica és el procés pel qual les línies de camp magnètic de diferents dominis magnètics s'ajunten les unes amb les altres, canviant els seus patrons de connectivitat amb respecte a les seves fonts. Es tracta d'una violació d'una llei de conservació aproximada en la física del plasma, i pot concentrar energia mecànica o magnètica tant en l'espai com en el temps. Les erupcions solars, les explosions més grans del sistema solar, poden involucrar la reconnexió de grans sistemes de flux magnètics al Sol, alliberant, en minuts, energia que ha estat emmagatzemada en el camp magnètic durant hores o dies. La reconnexió magnètica en la magnetosfera terrestre és un dels mecanismes responsables de la formació de les aurores, i és important per a la ciència den la fusió nuclear controlada, ja que és un mecanisme que evita el confinament magnètic del combustible de fusió.
En un plasma elèctricament conductor, les línies de camp magnètic s'agrupen en 'dominis'– grups de línies de camp que connecten des d'un lloc específic a un altre, i que són tropològicament diferents les unes de les altres. Aquesta topologia es preserva inclús quan el camp magnètic està fortament distorsionat per la presència de corrents variables o moviment de fonts magnètiques, ja que els efectes que d'una altra manera canviarien la topologia magnètica així indueixen el corrent de Foucault al plasma; els corrents de Foucault tenen l'efecte d'evitar el canvi de topologia.
El tipus de reconnexió magnètica més comú és la reconnexió separadora, en la qual quatre dominis magnètics separats intercanvien línies de camp magnètic. Els dominis en un plasma magnètic estan separats per superfícies separatrius: superfícies corbes en l'espai que divideixen del grups de flux. Una superfície separatriu es podria comparar amb una fàscia que separa els músculs en un organisme: les línies de camp d'un costat de la separatriu terminen en un pol magnètic determinat, mentre les línies de camp de l'altre costat ho fan en un pol diferent de signe similar. Com cada línia de camp generalment comença en el nord magnètic i acaba en un pol magnètic sud, la manera més comuna de dividir un sistema de flux simple que involucri quatre dominis és amb dues separatrius: una superfície separatriu divideix el flux en dos grups, cada un dels quals comparteix un pols nord. La intersecció de les separatrius forma un separador, una línia simple que és al frontera dels quatre dominis separats. En la reconnexió separadora, les línies de camp entren el separador des de dos dels dominis, i s'ajunten un amb l'altre, sortint del separador en uns altres dos dominis (vegeu la figura).
Segons la teoria resistència simple magnetohidrodinàmica, la reconnexió succeeix quan la resistivitat elèctrica del plasma proper a la capa frontera s'oposa al corrent necessari que manté la càrrega en el camp magnètic. La necessitat d'aquest corrent es pot veure en una de les equacions de Maxwell,
{\displaystyle \nabla \times \mathbf {B} =\mu \mathbf {J} +\mu \epsilon {\frac {\partial \mathbf {E} }{\partial t}}.}
La resistivitat de la capa de corrent permet al flux magnètic dels dos costat difondre's a través de la capa de corrent, cancel·lant el flux des de l'altra banda de la frontera. Quan això succeeix, el plasma és empès per la tensió magnètica en la direcció de les línies de camp magnètic. La caiguda de la pressió que es produeix empeny més plasma cap a la regió central, produint un procés autosostingut.
Un problema habitual en la física del plasma és que les reconnexions observades succeeixen més ràpid que el que prediu les teories de la magnetohidrodinàmica en els plasmes d'alt nombre de Lundquist: erupcions solars, per exemple, succeeixen 13-14 ordres de magnitud més ràpids que els càlculs senzills suggereixen, i alguns ordres de magnitud més ràpid que els models teòrics corrents que inclouen turbulència i efectes cinètics. Hi ha dues teories que explicarien la discrepància. Una postula que la turbulència electromagnètica en la capa fronterera és prou forta per dispersar els electrons, elevant la resistivitat local del plasma. Això permetria que el flux magnètic es difongués més ràpid.
Una segona explicació, afirma que els ions s'escindeixen d'aquest camp magnètic a una distància comparable a l'efecte pel·licular de l'ió, 
{\displaystyle {\frac {c}{\omega _{pi}}}}
Els electrons s'acceleren a grans velocitats per l'ona electromagnètica de l'electró. Ja que els ions es poden moure a través de colls d'ampolla més amples a prop de capes de corrent i perquè els electrons es mouen molt més ràpids en Hall MHD que el MHD, la reconnexió pot succeir més ràpidament.
Nous mesuraments de la missió Cluster per primera vegada es pot determinar sense ambigüitat l'escala de mides de la reconnexió magnètica en l'atmosfera terrestre, tant en la magnetopausa com en la magnetocua de la cara de dia. La missió Cluster és una missió aeroespacial formada per quatre naus en forma de tetraedre, per a separa els canvis espacial dels temporals. Aquesta missió ha descobert la 'reconnexió inversa' prop dels pols. La 'reconnexió a la cara de dia' permet la interconnexió del camp magnètic terrestre amb el del Sol, permetent que les partícules i l'energia entrin en les proximitats de la Terra. La reconnexió a la cua permet alliberar l'energia emmagatzemada en la cua magnètica terrestre, injectant partícules en la magnetosfera, causant subtempestes. La 'reconnexió inversa' és la reconnexió dels camps cua magnètica de la Terra amb els camps magnètics interplanetaris en direcció nord, causant una convecció en la ionosfera terrestre en direcció al Sol.